# Ligier JS37
A Ligier JS37 egy Formula–1-es versenyautó, amellyel a Ligier csapat versenyzett az 1992-es Formula–1 világbajnokságban. Pilótái Thierry Boutsen és Érik Comas voltak.

## Áttekintés
Az idényre Guy Ligier megszerezte a csapat számára a Renault-motorokat, melyeket a Mecachrome tartott karban. Kezdetben az RS3B jelű, korábbi változatot kapta csak meg a csapat, mert a Williams exkluzív módon kaphatta meg a legújabb fejlesztéseket, később azonban ők is jogosultakká váltak azokra.
A kasztnit Frank Dernie tervezte, Gérard Ducarouge segítségével, olyan aerodinamikai, szélcsatornában végzett kísérletek adatait felhasználva, amelyek a végül meg nem valósult Reynard Formula–1-es projektből származtak. A kék-fehér-piros színű, a Gitanes cigaretta, a Loto Sportif és az Elf logóit magán viselő autó kétségkívül mutatós volt, de aerodinamikailag problémákkal küzdött. Emiatt az idényben a kasztnit és a felfüggesztést is módosítani kellett. Ez segített a kezelhetőségen, ugyanis az autó főként a rosszabb minőségben leaszfaltozott pályákon csak szenvedett.
Az idény kezdetén az is felmerült, hogy Comas helyén az akkor a Ferraritól éppen kirúgott Alain Prost fog versenyezni. Ő tesztelt is a csapattal, de végül maradtak Comas mellett.
A csapat helyzete az idény elején nem volt sokkal jobb a korábbiaknál: rengeteg műszaki hiba és baleset miatti kiesés hátráltatta őket, Kanadáig pontot sem tudtak szerezni. Pontot egész évben csak négyszer tudtak szerezni, két ötödik és két hatodik hellyel. A belga nagydíj pénteki szabadedzésén Comas hatalmas balesetet szenvedett - az ütközés erejétől elvesztette az eszméletét, a lába azonban még mindig nyomta a gázpedált, ami nagy veszéllyel járt. A szinte azonnal odaérkező Ayrton Senna lélekjelenléte kellett ahhoz, hogy leállítsa a motort és tartsa versenyzőtársa fejét, amíg a segítség meg nem érkezik. Comas később úgy nyilatkozott, hogy Senna megmentette az életét.
A szezont konstruktőri hetedikként zárták, a Footwork Arrows csapattal pontegyenlőséggel.

## Eredménylista
(félkövérrel jelölve a pole pozíció; dőlt betűvel a leggyorsabb kör)
| Év   | Csapat                 | Motor        | Gumik | Pilóták         | 1   | 2   | 3   | 4   | 5   | 6   | 7   | 8   | 9   | 10  | 11  | 12  | 13  | 14  | 15  | 16  | Pontok | Helyezés |
| ---- | ---------------------- | ------------ | ----- | --------------- | --- | --- | --- | --- | --- | --- | --- | --- | --- | --- | --- | --- | --- | --- | --- | --- | ------ | -------- |
| 1992 | Ligier Gitanes Blondes | Renault RS3C | G     |                 | RSA | MEX | BRA | ESP | SMR | MON | CAN | FRA | GBR | GER | HUN | BEL | ITA | POR | JPN | AUS | 6      | 7.       |
| 1992 | Ligier Gitanes Blondes | Renault RS3C | G     | Thierry Boutsen | KI  | 10  | KI  | KI  | KI  | 12  | 10  | KI  | 10  | 7   | KI  | KI  | KI  | 8   | KI  | 5   | 6      | 7.       |
| 1992 | Ligier Gitanes Blondes | Renault RS3C | G     | Érik Comas      | 7   | 9   | KI  | KI  | 9   | 10  | 6   | 5   | 8   | 6   | KI  | NK  | KI  | KI  | KI  | KI  | 6      | 7.       |

## Forráshivatkozások
1. ↑  Ligier JS37 • STATS F1. www.statsf1.com. (Hozzáférés: 2025. február 11.)
2. ↑  https://www.motorsportweek.com/joesaward/id/00358
3. ↑  A Ligier-sztori… (magyar nyelven). Napi F1 sztori, 2020. május 3. (Hozzáférés: 2025. február 11.)